# هیلدرس
هیلدرس (به آلمانی: Hilders) یک شهر در آلمان است که در فولدا واقع شده‌است. هیلدرس  ۴٬۸۵۹ نفر جمعیت دارد.

## خواهرخوانده
شهر ایزژم خواهرخواندهٔ هیلدرس هست.